# Пацко Володимир Михайлович
Володимир Михайлович Пацко (нар. 1908 — ?) — радянський діяч, залізничник, секретар Вінницького обласного комітету КП(б)У, 1-й секретар Вінницького міськкому КПУ Вінницької області.

## Біографія
У 1923—1924 роках — слюсар Тамбовського вагоноремонтного заводу.
У 1924—1929 роках — студент Ленінградського політехнічного інституту шляхів сполучення імені Дзержинського.
У 1929—1931 роках — електромонтер, старший електромонтер, начальник вузлової електростанції станції Жмеринка Південно-Західної залізниці.
Член ВКП(б) з 1931 року.
У 1931—1933 роках — інженер відділу тяги Жмеринського району Південно-Західної залізниці.
У 1933—1934 роках — заступник голови та в.о. голови районного комітету профспілки залізничників станції Жмеринка Південно-Західної залізниці.
У 1934—1936 роках — інструктор політвідділу Жмеринського відділення Південно-Західної залізниці.
У 1936—1938 роках — секретар партійного комітету Жмеринського вагоноремонтного заводу Вінницької області.
У 1938—1940 роках — секретар партійного комітету паровозного депо станції Жмеринка.
У 1940—1941 роках — начальник організаційно-інструкторського сектора політичного відділу станції Вінниця.
У 1941—1942 роках — заступник начальника політичного відділу Вінницької залізниці.
У 1942—1943 роках — начальник політичного відділу Славгородського відділення Омської залізниці.
У 1943—1944 роках — 2-й секретар Славгородського районного комітету ВКП(б) Алтайського краю.
У 1944—1947 роках — заступник завідувача транспортного відділу Вінницького обласного комітету КП(б)У.
У 1947—1948 роках — завідувач транспортного відділу і заступник секретаря Вінницького обласного комітету КП(б)У із транспорту. У 1948 — 1 лютого 1951 року — завідувач транспортного відділу Вінницького обласного комітету КП(б)У.
З 1949 року — слухач Київської Вищої партійної школи при ЦК КП(б)У.
1 лютого 1951 — вересень 1952 року — секретар Вінницького обласного комітету КП(б)У.
У вересні 1952—1953 роках — заступник голови виконавчого комітету Вінницької обласної ради депутатів трудящих.
З 5 січня (затв. у березні) 1953 до січня 1957 року — 1-й секретар Вінницького міського комітету КПУ Вінницької області.
Подальша доля невідома.

## Нагороди та відзнаки
- орден Трудового Червоного Прапора (23.01.1948)
- орден «Знак Пошани» (29.07.1945)
- медалі